# Françoise Eléonore Dejean de Manville, Comtesse de Sabran

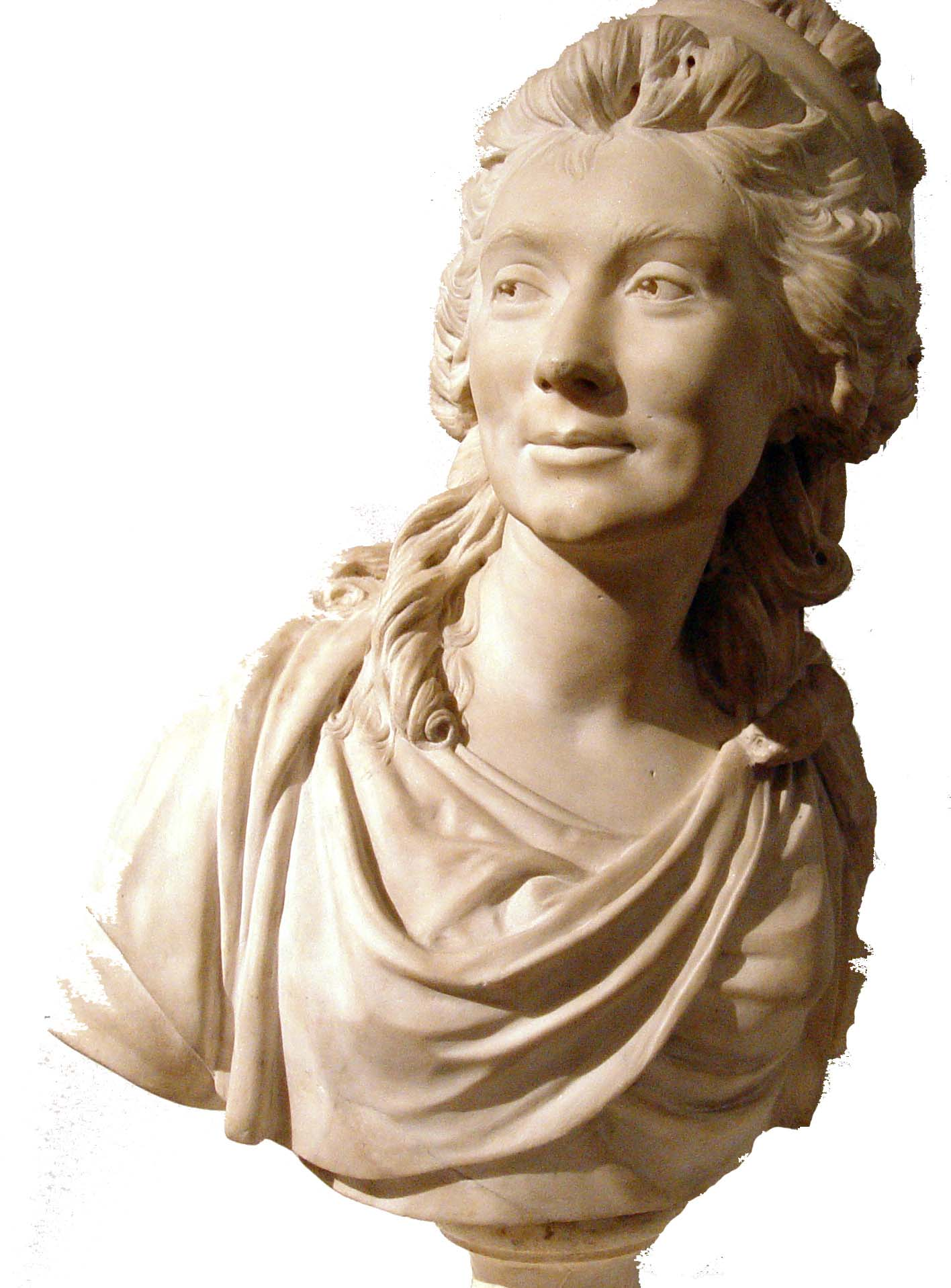
Comtesse de Sabran

Françoise Eléonore Dejean de Manville, comtesse de Sabran (* 3. März 1749 in Paris; † 27. Februar 1827 in Paris) war eine Persönlichkeit der Pariser Salons. Sie verkehrte unter anderem in dem Salon von Madame Vigée-Lebrun.
Die früh verwitwete Comtesse de Sabran verzückte ihre Zeitgenossen durch die Übersetzung und den Vortrag von lateinischen Versen. Ihre in den Jahren von 1778 bis 1788 mit dem Chevalier de Boufflers geführte Korrespondenz wurde im Jahr 1875 publiziert. Den Chevalier liebte sie zwanzig Jahre lang, bevor sie sich schließlich mit ihm vermählte. 
Die Gräfin erlangte Bekanntheit durch eine Terrakotta- und Marmor-Büste von Jean-Antoine Houdon, der sie im Jahre 1785 modellierte. Die Büste zählt zu den großen Bildnisbüsten des ausgehenden 18. Jahrhunderts und dokumentiert den Übergang von repräsentativen Porträts zu künstlerischen Motiven.